# 이이오 가즈야
이이오 가즈야(일본어: 飯尾 和也, 1980년 4월 10일 ~ )는 일본의 전 축구 선수이다.

## 구단 경력
과거 베르디 가와사키, 베갈타 센다이, 시즈오카 FC, 사간 도스, 요코하마 FC, 마쓰모토 야마가 FC에서 활동하였다.